# Alceu (fill d'Heracles)
D'acord amb la mitologia grega, Alceu era un rei de Lídia, fill d'Hèracles i d'Òmfale, la filla de Iàrdan, segons Suides, que diu que era un guerrer molt experimentat.
Era considerat el progenitor de la dinastia regnant a Lídia i, per tant, l'ancestre llegendari del rei Candaules, l`últim d'aquesta nissaga. Heròdot el fa fill d'Hèracles amb una esclava de Iàrdan.